# Santaella
Santaella è un comune spagnolo di 5 925 abitanti situato nella comunità autonoma dell'Andalusia.

## Geografia fisica
Il comune è attraversato dai fiumi Cabra e Genil.